# كيفن بيغلي
كيفن بيغلي (بالإنجليزية: Kevin Bigley) مواليد 5 أكتوبر 1986 في يوبا سيتي، الولايات المتحدة، هو ممثل أمريكي بدأ مسيرته الفنية عام 2009.

## الأعمال
- امتداد
- سي إس آي: ميامي
- تغيير اللعبة

## وصلات خارجية
- كيفن بيغلي على موقع IMDb (الإنجليزية)
- كيفن بيغلي على موقع ألو سيني (الفرنسية)
- كيفن بيغلي على موقع أول موفي (الإنجليزية)
- كيفن بيغلي على موقع قاعدة بيانات الفيلم (الإنجليزية)